# Johannes L. Jensen
Johannes Lundsfryd Jensen (født 13. juli 1974) er dansk kommunalpolitiker og nuværende borgmester i Middelfart Kommune, valgt for Socialdemokratiet. Lundsfryd overtog efter Steen Dahlstrøms fratrædelse fra posten i september 2017.

## Politisk karriere
Jensen blev først valgt til byrådet i Middelfart Kommune i 2009, hvor han fik 195 personlige stemmer. I 2013 fik Jensen 561 personlige stemmer, hvilket var næstflest på den socialdemokratiske liste. I 2015 blev han udpeget til "kronprins af Middelfart" i Magasinet Danske Kommuner. Da Steen Dahlstrøm i september 2017 valgte at trække sig med øjeblikkelig virkning efter 31 år på posten, valgte et flertal (bestående af S, SF og Enhl.) at pege på Jensen som ny borgmester. Ved valget i 2017 fik Jensen 5.333 personlige stemmer, hvilket er det højeste antal en politiker i Middelfart Kommune har opnået i moderne tid.
Johannes Lundsfryd blev 16. december 2023 slået til ridder af Dannebrog.